# Trizac
 Trizac  es una población y comuna francesa, situada en la región de Auvernia, departamento de Cantal, en el distrito de Mauriac y cantón de Riom-ès-Montagnes.

## Demografía
| 1225 | 1221 | 1070 | 921 | 754 | 657 |
| Para los censos de 1962 a 1999 la población legal corresponde a la población sin duplicidades (Fuente: INSEE [Consultar]) |      |      |     |     |     |